# 尼堡站
尼堡站（丹麦语：Nyborg Station）是丹麦尼堡市鎮的主要火车站，先后存在三代站房。第一代站房于1865年9月8日启用，总设计师是尼尔斯·彼泽·克里斯蒂安·霍尔瑟。第二代站房于1891年启用，总设计师是托馬斯·阿爾博，第二代站房启用后第一代站房随之停用。现在的站房是1997年6月1日启用的第三代站房，为配合大贝尔特桥搬至现址，第三代站房启用后第二代站房随之停用。

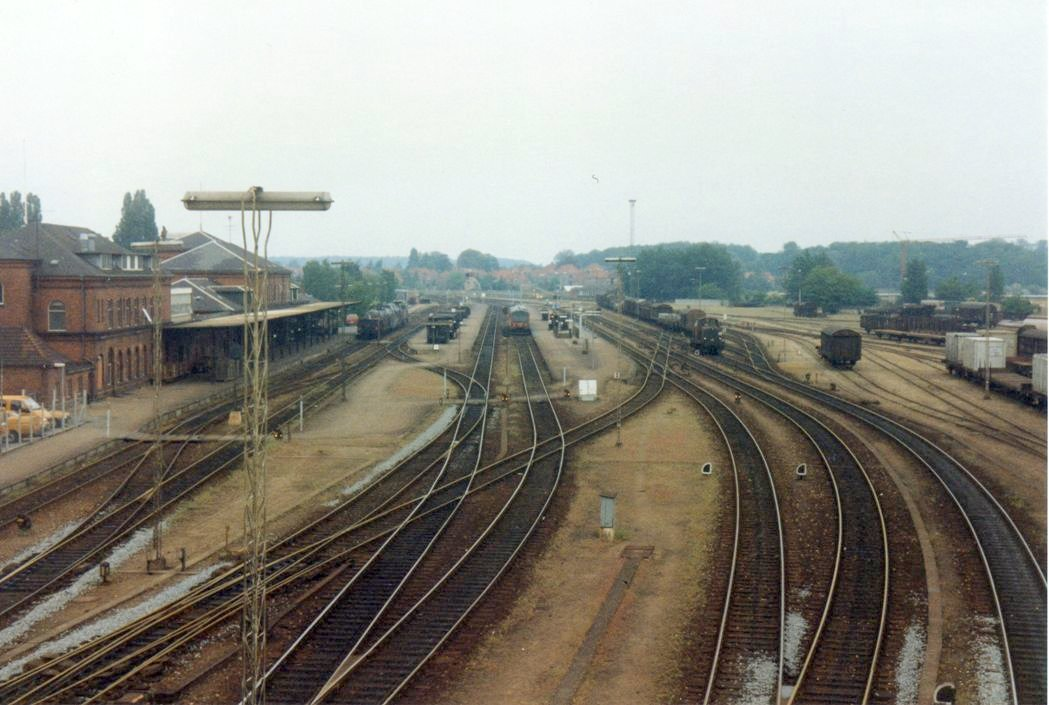
尼堡站第二代站房的主楼和站场，与第三代站房不在同一地址。这张照片拍摄于1991年至1992年间。

## 外部連結
- 丹麦国家铁路官网对尼堡站的介绍 （页面存档备份，存于）（丹麦文）